# Robert Hammond (Hockeyspieler)

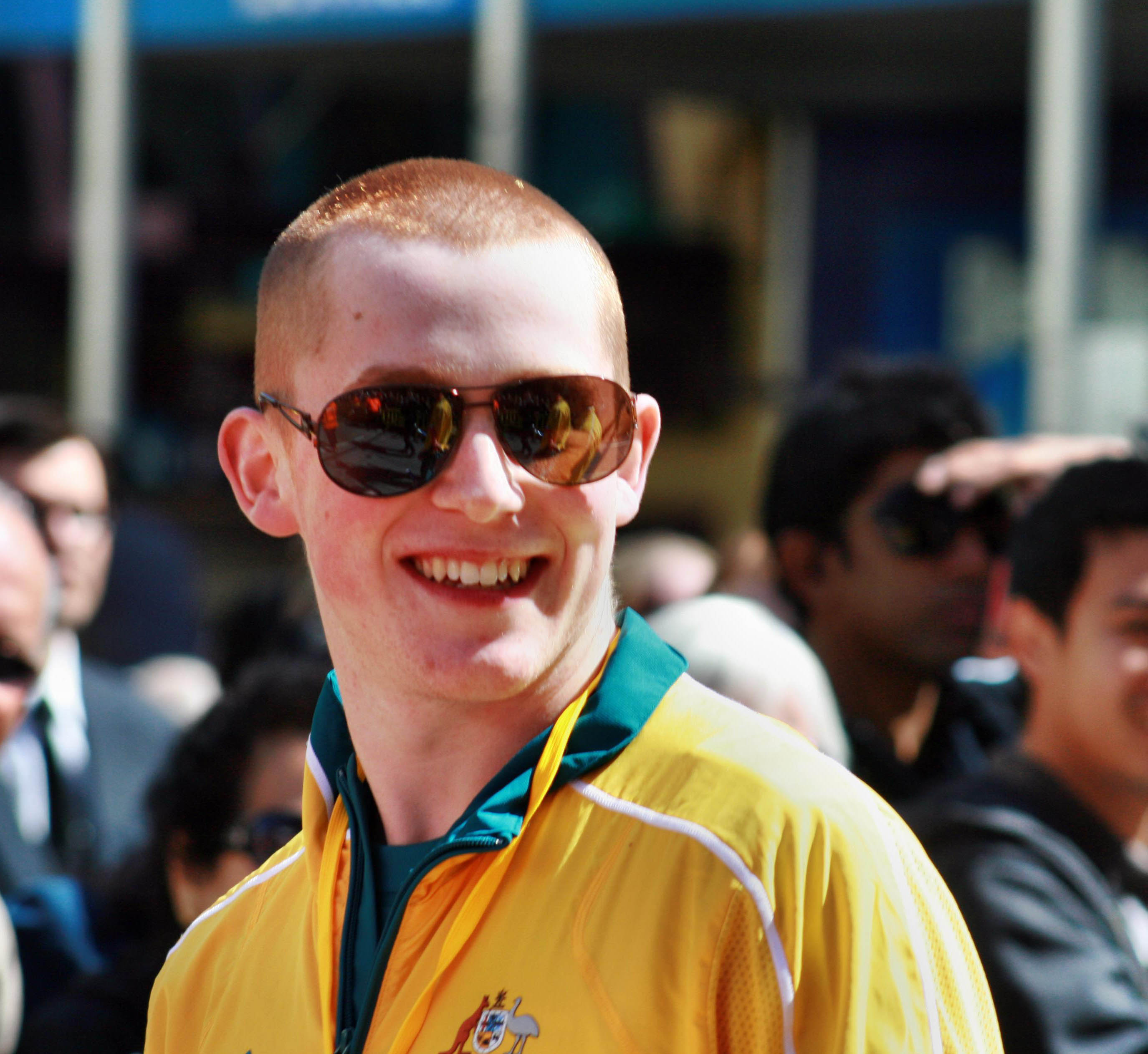
Robert Hammond (2008)

Robert „Rob“ Rodney Hammond OAM (* 6. Mai 1981 in Townsville) ist ein ehemaliger australischer Hockeyspieler, der mit der australischen Hockeynationalmannschaft 2004 Olympiasieger sowie 2008 Olympiadritter war. 2010 und 2014 war er Weltmeister, 2006 Weltmeisterschaftszweiter.

## Sportliche Karriere
Robert Hammond wirkte von 2002 bis 2014 in 256 Länderspielen mit, in denen er 28 Tore erzielte. In der Nationalmannschaft trug er meist die Rückennummer 6.
Sein erstes großes internationales Turnier waren 2004 die Olympischen Spiele in Athen. In ihrer Vorrundengruppe belegten die Australier den zweiten Platz hinter den Niederländern. Im Halbfinale bezwangen sie die spanische Mannschaft mit 6:3. Das Finale gegen die Niederländer ging mit 1:1 in die Verlängerung, in der 78. Minute erzielte Jamie Dwyer das Tor zum 2:1-Endstand. Es war der bislang einzige Olympiasieg für die australischen Männer überhaupt. Im März 2006 fanden in Melbourne die Commonwealth Games statt. Die Australier besiegten im Finale die Mannschaft Pakistans. Im September wurde die Weltmeisterschaft in Mönchengladbach ausgetragen. Die Australier gewannen ihre Vorrundengruppe vor den Spaniern und besiegten im Halbfinale die Südkoreaner mit 4:2. Im Finale unterlagen die Australier der deutschen Mannschaft mit 3:4.
2008 bei den Olympischen Spielen in Peking belegten die Australier wie vier Jahre zuvor den zweiten Platz in ihrer Vorrundengruppe hinter den Niederländern. Im Halbfinale unterlagen sie der spanischen Mannschaft mit 2:3. Im Spiel um die Bronzemedaille bezwangen sie die Niederlande mit 6:2. Im März 2010 fand in Neu-Delhi die Weltmeisterschaft statt. Die Australier gewannen ihre Vorrundengruppe vor der englischen Mannschaft. Im Halbfinale bezwangen die Australier die Niederländer mit 2:1, im Finale besiegten sie die deutsche Mannschaft ebenfalls mit 2:1. Ein halbes Jahr später fanden in Delhi die Commonwealth Games 2010 statt. Im Finale bezwangen die Australier die Mannschaft aus dem Gastgeberland Indien klar.
Nach einer längeren Pause kehrte Robert Hammond 2013 in die Nationalmannschaft zurück. Bei der Weltmeisterschaft 2014 in Den Haag gewannen die Australier ihre Vorrundengruppe mit fünf Siegen in fünf Spielen. Nach einem 5:1-Halbfinalsieg über die argentinische Mannschaft bezwangen die Australier im Finale die niederländische Mannschaft mit 6:1.
Robert Hammond wurde im Januar 2005 mit der Medaille des Order of Australia ausgezeichnet.